# Добра (Сілезьке воєводство)
Добра (пол. Dobra) — село в Польщі, у гміні Пілиця Заверцянського повіту Сілезького воєводства. Населення — 279 осіб (2011).
У 1975-1998 роках село належало до Катовицького воєводства.

## Демографія
Демографічна структура станом на 31 березня 2011 року:
|          | Загалом | Допрацездатний вік | Працездатний вік | Постпрацездатний вік |
| -------- | ------- | ------------------ | ---------------- | -------------------- |
| Чоловіки | 143     | 28                 | 92               | 23                   |
| Жінки    | 136     | 24                 | 68               | 44                   |
| Разом    | 279     | 52                 | 160              | 67                   |